# Mydaselpis ignicornis
Mydaselpis ignicornis is een vliegensoort uit de familie Mydidae. De wetenschappelijke naam van de soort is, geplaatst in het geslacht Mydas, voor het eerst geldig gepubliceerd in 1929 door Brunetti.
De soort komt voor in Zimbabwe.